# Nikolaevsk, Alaska
Nikolaevsk, Alaska (енгл. Nikolaevsk) насељено је место без административног статуса у америчкој савезној држави Аљаска.

## Демографија
По попису из 2010. године број становника је 318, што је 27 (-7,8%) становника мање него 2000. године.
| Група             | 2000.       | 2010.       |
| Белци             | 281 (81,4%) | 287 (90,3%) |
| Афроамериканци    | 0 (0,0%)    | 0 (0,0%)    |
| Азијати           | 1 (0,3%)    | 1 (0,3%)    |
| Хиспаноамериканци | 1 (0,3%)    | 14 (4,4%)   |
| Укупно            | 345         | 318         |